# & (一青窈のアルバム)
『&』（アンド）は、一青窈の3枚目のアルバム。2005年12月21日リリース。初回盤はシングル3曲のPV、「ハナミズキ」（京都祇園甲部歌舞練場ライブ）を収録したDVD付き。

## 収録曲

### DISC1
全作詞：一青窈
1. Banana millefeuille (3:18)
作曲・編曲：富田素弘
2. ホチKiss (4:17)
作曲：マシコタツロウ、編曲：富田素弘
7thシングル『かざぐるま』のカップリング
3. うれしいこと。 (4:26)
作曲・編曲：武部聡志
6thシングル『影踏み』のカップリング
ボシュロム・ジャパン「レニュー マルチプラス」CMソング
4. かざぐるま (4:40)
作曲・編曲：武部聡志
7thシングル
東宝配給映画『蟬しぐれ』イメージソング
5. 影踏み (4:22) 
作曲：都志見隆、編曲：山内薫
6thシングル
6. 指切り (5:23)
作曲・編曲：小林武史
8thシングル
7. アンモナイト (4:11)
作曲・編曲：金子隆博
8. Oh la la (1:34)
作曲・編曲：森安信夫
9. ピンクフラミンゴ (4:52)
作曲・編曲：森安信夫
10. & (1:30)
作曲・編曲：森安信夫
本アルバムの表題曲
11. さよならありがと (5:45) 
作曲・編曲：武部聡志

## 演奏
- 富田素弘：All Instruments & Programming (#1.2)
- 武部聡志
  - Keyboards (#3.4)
  - Piano (#11)
- 山中雅文：Programming (#3.4.11)
- 弦一徹ストリングス：Strings (#4.5.11)
- 片山敦夫：Piano (#5)
- 佐橋佳幸：Guitar (#5)
- 山内薫：Bass (#5)
- 河村智康：Drums (#5.11)
- 三沢またろう：Percussion (#5)
- 小林武史：Keyboards (#6)
- 名越由貴夫：Guitar (#6)
- あらきゆうこ：Drums (#6)
- 山本拓夫：Sax (#6)
- 西村浩二：Trumpet (#6)
- 金子隆博：Programming, Soprano Sax (#7)
- 西川進：Guitar (#7.11)
- 澤田浩史：Bass (#7)
- 沼澤尚：Drums (#7)
- 皆川真人：Keyboards (#7)
- 森安信夫
  - Acoustic Guitar (#8.9.10)
  - Electric Guitar, Acoustic Piano (#9.10)
  - Electric Sitar, Synthesizer (#9)
- 美久月千晴：Bass (#9.11)
- 湊雅史：Drums (#9)

### DISC2
1. 影踏み (PV)
2. かざぐるま (PV)
3. 指切り (PV)
4. ハナミズキ (Live)